# Christine
Christine é um romance de horror estadunidense com toques de suspense, escrito por Stephen King e publicado em 1983. Conta a história de um carro - um Plymouth Fury 1958 chamado Christine - que, aparentemente, possui vida própria. Em 2013, a PS Publishing lançou uma edição especial pelo 30.º aniversário da obra.

## Sinopse
A história gira em torno do adolescente nerd Arnold "Arnie" Cunningham e seu Plymouth Fury 1958 vermelho e branco. A história se passa em Libertyville (supostamente um subúrbio de Pittsburgh), Pennsylvania, entre o verão de 1978 e a primavera de 1979. A história é dividida em três partes: a primeira e a terceira são escritas em primeira pessoa, do ponto de vista de Dennis Guilder, o melhor (e único) amigo de Arnie. A segunda parte do livro é escrita na onisciente terceira pessoa (enquanto Dennis está no hospital devido a um grave acidente sofrido num jogo de futebol americano, e portanto fora de ação).

## Adaptações
Christine teve uma adaptação para o cinema no filme Christine (1983), a qual foi dirigido por John Carpenter, estrelando Keith Gordon, John Stockwell, Alexandra Paul e Robert Prosky.  